# St. Martin (Linz am Rhein)

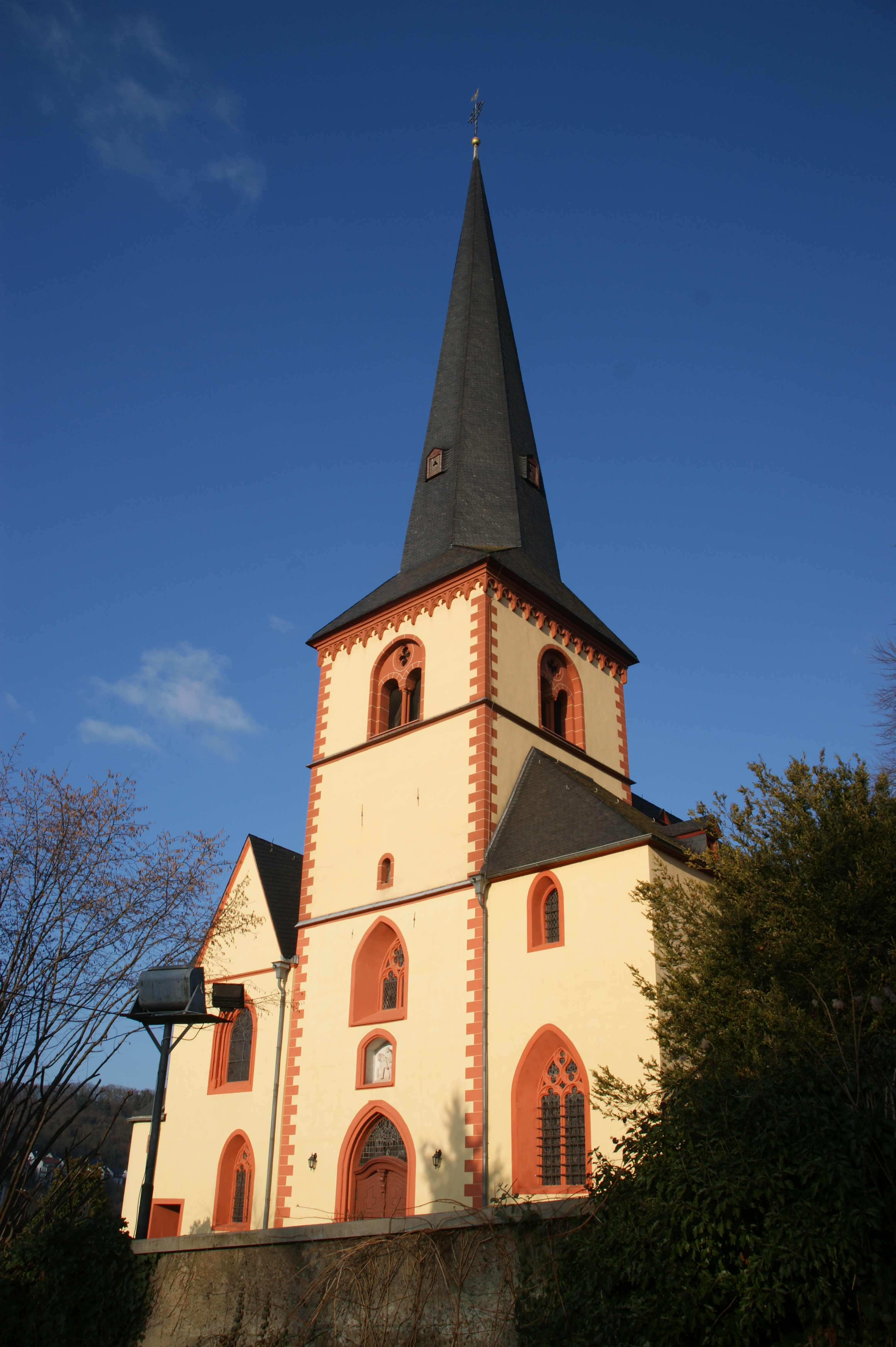
Westfassade

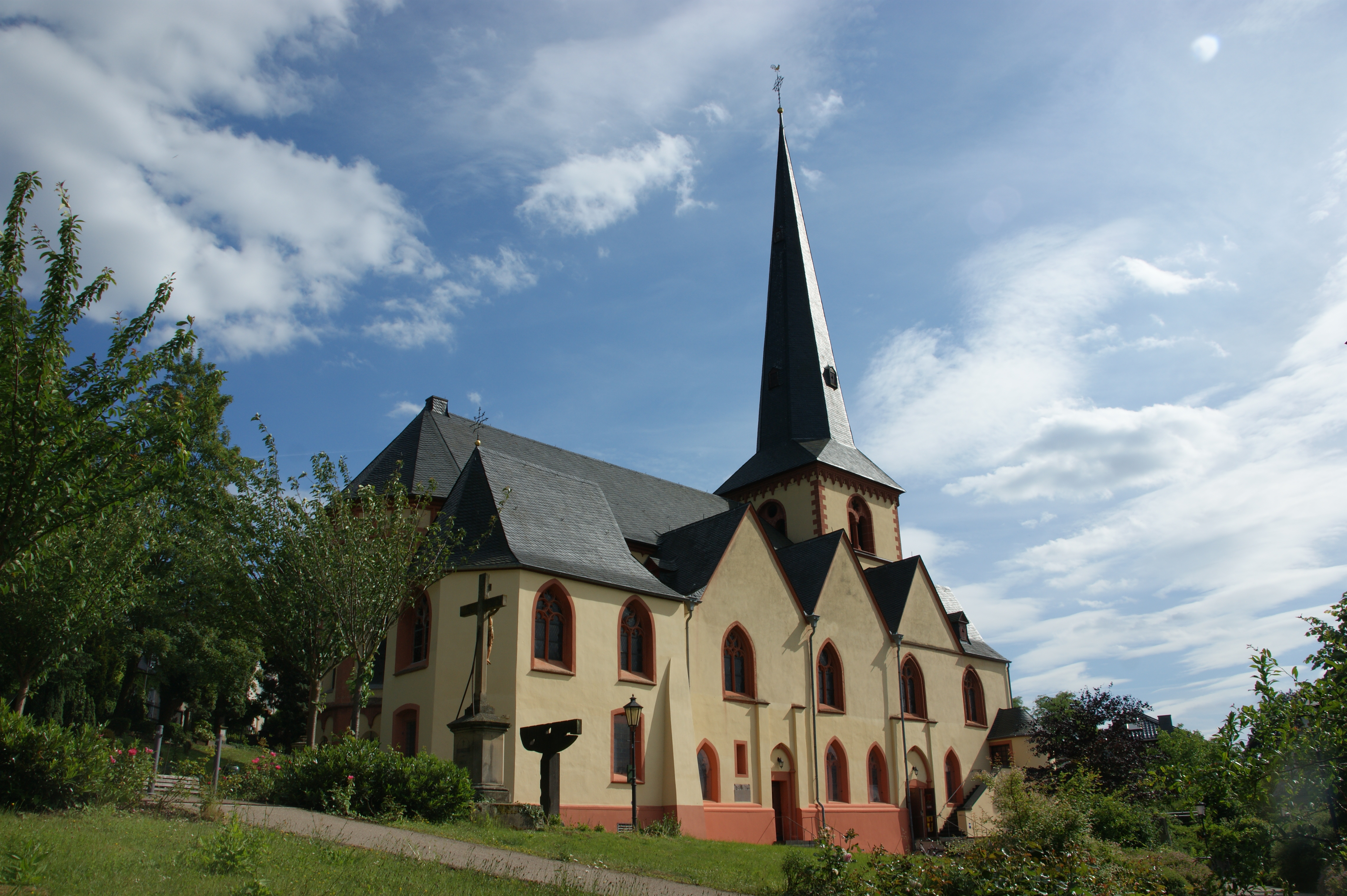
Blick von Nordosten

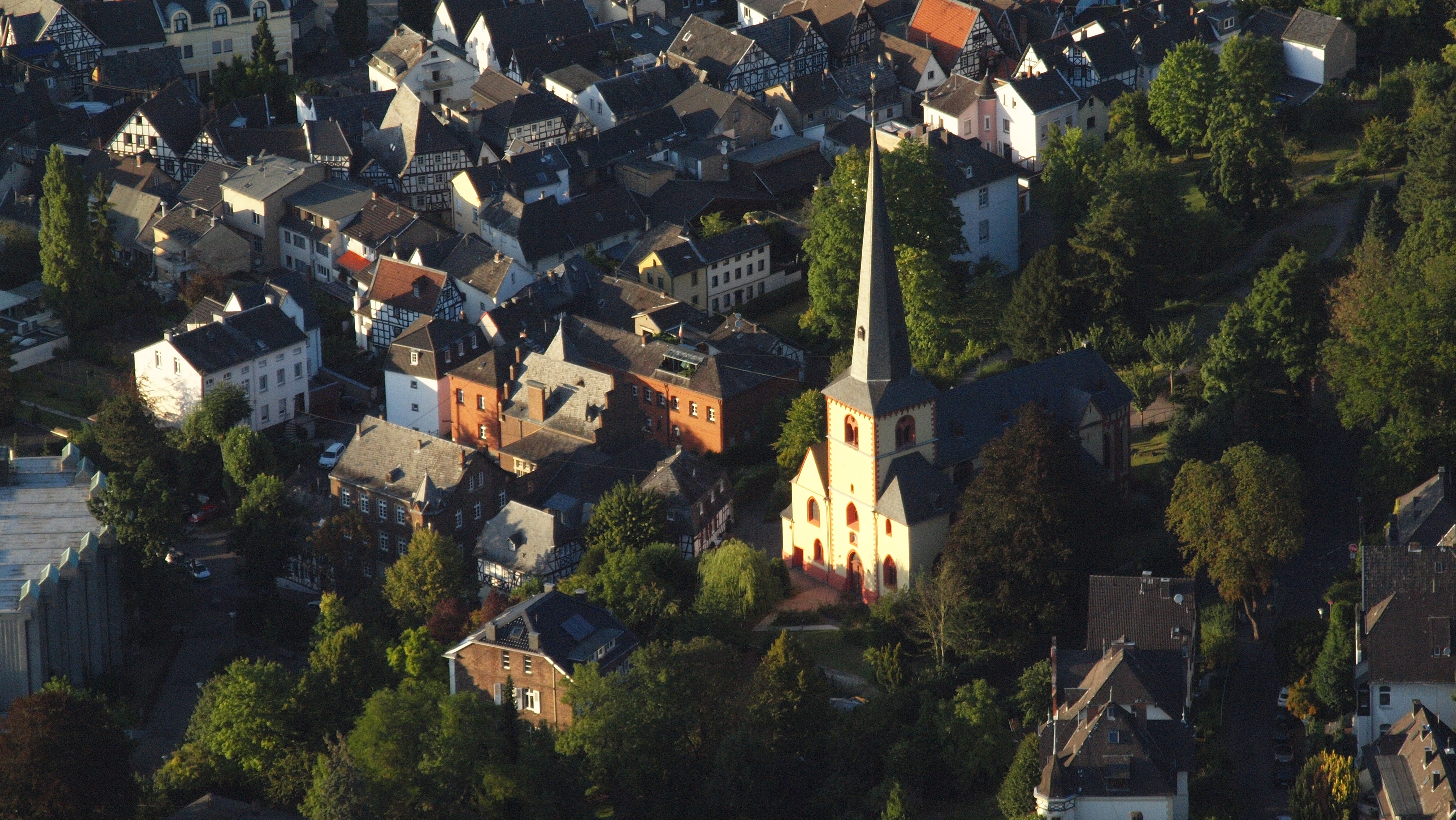
Luftaufnahme von Linz am Rhein mit Sankt Martin

Die Kirche St. Martin ist eine katholische Kirche in Linz am Rhein. 

## Geschichte
Der größte Teil des Westturmes und der untere Teil des Mittelschiffs der Kirche St. Martin wurden in den Jahren von 1206 bis 1214 im rheinischen Übergangsstil errichtet. Die Emporen mit ihren Spitzbögen, die Seitenschiffe, das Turmobergeschoss und der Chor kamen nach einem Planwechsel um 1230/1240 im Stil der Frühgotik dazu.

## Bau und Ausstattung
Auf den Jochwänden des Mittelschiffes sind monumentale Wandmalereien von 1240/1250 aufgebracht. Auf der nördlichen Seite sind weibliche Heilige wie die hl. Ursula, die hl. Margareta, die hl. Katharina und die hl. Barbara dargestellt. Auf der südlichen Seite befinden sich die männlichen Heiligen – hl. Jacobus der Ältere/Pilgerkrönung, der hl. Petrus und der hl. Martin. Das Wandgemälde der westlichen Orgelempore stellte die Weihnachtsgeschichte dar, und weitere Wandmalereien der Nikolausempore Szenen aus dem Leben des hl. Nikolaus. Zwei wertvolle Gemälde der Kölner Tafelmalerei sind St. Martin zuzuschreiben. Zum einen der „Gnadenstuhl“ von 1461 im südlichen Seitenschiff, zum anderen das Triptychon des Marienaltares von 1463. Beide Kunstwerke wurden für die am 10. Oktober 1462 geweihte Ratskapelle in Linz von dem kurkölnischen Kanoniker, Rechtsgelehrten und päpstlichen Legaten Tilman Joel († 1461) in Auftrag gegeben.

### Glocken
Die älteste Glocke, ist die Martinusglocke (I). Sie wurde 1456 auf den Turm aufgezogen. Ihr wurde 1714 die Donatusglocke (II) mit 1316 kg (vermutlich Schlagton e') beigesellt. 1850 folgte die Dreifaltigkeitsglocke (III). Die Donatusglocke musste 1906 durch die Glockengießerei Otto in Bremen-Hemelingen neu gegossen werden. Als Materialspende für das Vaterland wurden die beiden Glocken (II+III) im Ersten Weltkrieg abgegeben. Während die Dreifaltigkeitsglocke (III) zurückkehrte, wurde die Donatusglocke (II) eingeschmolzen. Man ersetzte sie 1925 durch die Marienglocke (II) und eine kleine Donatusglocke (IV). Die Ergänzung erfolgte in den Zwischenkriegsjahren durch die Glockengießerei Mabilon in Saarburg. Im Zweiten Weltkrieg wurden diese drei Glocken (II-IV) eingezogen und kehrten nicht mehr zurück. Einzig die Martinusglocke ist vom historischen Bestand erhalten geblieben. Der mächtige Turm beherbergt heute 5 Glocken:
| Nr. | Name     | Nominal (16tel) | Gewicht (kg) | Durchmesser (mm) | Gussjahr | Gießer                           | Inschrift |
| 1   | Martinus | d1 -2           | 2.450        | 1.527            | 1456     | Sifart Duisterwalt, Köln         |           |
| 2   | Maria    | f1 +1           | 905          | 1.153            | 1953     | Petit & Gebr. Edelbrock, Gescher |           |
| 3   | Donatus  | g1 +0           | 605          | 1.014            | 1953     | Petit & Gebr. Edelbrock, Gescher |           |
| 4   | Michael  | a1 +0           | 425          | 905              | 1953     | Petit & Gebr. Edelbrock, Gescher |           |
| 5   | Pius X.  | c2 -2           | 305          | 793              | 1956     | Petit & Gebr. Edelbrock, Gescher |           |